# На відстані дотику
На відстані дотику (кор. 힙하게, інші назви: Що приховує твоя дупця) — фентезіний південнокорейський телесеріал, що розповідає історію про дівчину Єпун, що володіє психокінезом, за допомогою якого може бачити минуле людей і тварин, та Чанйоля, поліцейського, що за допомогою здібностей Є Пун розслідує злочини з метою повернутися назад до поліцейського відділку у Сеулі. Серіал виходив на телеканалі JTBC щосуботи і щонеділі з 12 серпня по 1 жовтня 2023. У головних ролях Хан Чі Мін, Лі Мін Ґі, Сухо та Чу Мін Ґьон.

## Сюжет
Пон Єпун, що в дитинстві втратила батьків і переїхала жити до родичів, керує ветеринарною клінікою, що раніше належала її дідусю. Однак справи йдуть недобре і час від часу їй приходиться лікувати рогату худобу, що їй не дуже вдається. У той же час із Сеулу приїжджає Мун Чанйоль, детектив із відділу тяжких злочинів, якого перевели в місто Муджін, провінції Чхунчхон, через невдале завершення справи. Увечері, коли над селом мав відбутися зорепад, Єпун вирушає оглянути вагітну корову. Під час огляду корови розпочинається зорепад і одна із зір влучила в корову та в Єпун із Чон Квансіком, що її тримали в той момент. Після інциденту Єпун була три дні в стані непритомності, а потім, коли отямилася, виявляє, що вона може бачити минуле тварини й людей, коли доторкається до їхніх дуп. Спершу вона використовує силу, щоб покращити становище своєї ветеринарної клініки, але потім дізнається, що використання сили може призвести до облисіння. Тим часом Мун Чанйоль різними способами знайти якусь справу, розслідування якої дозволить йому повернутися назад до Сеулу. Випадково Єпун за допомогою своєї сили виявляє, що її давній знайомий вчиняє злочин. Тоді вона звертається за допомогою до Чанйоля, однак він їй не вірить і вважає її за збоченку. Єпун самостійно береться до розшуків і знаходить жертву, яку викрав злочинець, тоді вона просить знову Чанйоля приєднатися. На цей час він вирішує приєднатися і вони разом рятують жертву і ловлять злочинця. Після чого Чанйоль вирішує співпрацювати із Єпун з метою розкриття злочинів, що надалі дозволить йому повернутися до Сеулу.

## Акторський склад

### Головні ролі
- Хан Чі Мін як Пон Єпун[7][8]

Вона є лікарем у ветеринарній клініці, яку отримала від свого дідуся. В дитинстві Єпун втратила мати і переїхала жити до тітка з дідусем, тоді ж вона познайомилася і з Окхі. Після завершення навчання почала працювати у ветеринарній клініці, однак справи в неї йдуть не дуже вдало. Під час огляду корови в день зорепаду отримує псикокінетичні сили, за допомогою яких може бачити мунуле тварин і людей. Вона спершу використовували для своєї клініки, але тепер використовує для того, щоб ловити злочинців.
- Лі Мін Ґі як Мун Чанйоль[7][8]

Він є детектив, що приїхав із Сеулу після невдалого виконання справи. Спершу він схопив Єпун на тому, як мацала дупу кишенькового злодія, через що в нього сформувалося негативне ставлення до неї. Однак пізніше вона довела йому, що має псикокінетичні сили, завдяки яким вдалося схопити злочинця. Він вирішує співпрацювати з нею, щоб розслідувати злочини.
- Сухо як Кім Сону[7][8]

Він є продавцем у магазині, що недавно переїхав у місто Муджін. Сону любить домашніх тварин, а тому приютив декілька бездомних котів, через що він часто зустрічається із Єпун. Він оселяється в будинку Чонпе, якого вчить англійської мови.
- Чу Мін Ґьон як Пе Окхі[7][8]

Вона є подругою Єпун зі школи, що захищала її під час навчання. У її родині є велика кількість сестер, з чого вона сформувала групу сестер, які в критичні моменти допомагають вирішувати різні питання.

### Другорядні ролі

#### Родина Єпун
- Ян Че Сон як Чон Ийхван[7][8]

Дідусь Єпун, яка майже не розмовляє з нею, після її переїзду в дитинстві. Ийхван володів ветеринарною клінікою, яку потім передав Єпун. Він близько знайомий із Чха Чуманом.
- Пак Сон Йон як Чон Хьонок[7][8]

Тітка Єпун, яка закохана в Чонмука, але через своє рішення вийти за іншого, покинула його. Тепер вона намагається його повернути.
- Чхве Чон Ін як Чон Міок

Мати Єпун, що померла у дитинстві.

#### Працівники поліції
- Кім Хі Вон як Вон Чонмук[7][8]

Він є начальником відділу з тяжких злочинів поліцейського відділення в місті Муджін. Чонмук раніше був закоханий в Хьонок, але після того як вона одружилася з іншим він тепер вороже до неї ставиться.
- Чон І Ран як На Міран[7][8]

Вона є детективом, що має постійні проблеми зі своїм чоловіком.
- Чо Мін Ґук як Пе Токхі[7][8]

Він є братом Окхі та працює детективом, який є часто напарником Чанйоля. Крім того Токхі пояснює Чанйолю різні завуальовані речення, що використовують місцеві жителі.

#### Інші
- Лі Син Джун як Чха Чуман

Він є кандидатом № 1 на виборах міського голови міста Муджін. Чуман близько знайомий із Ийхван, дідусем Єпун.
- Пак Хьок Ґвон як Пак Чонпе[7][8]

Він практикує шаманізм, де його богом є генерал Макартур. В нього є сім'я, що живе закордон, яку він намагається утримувати, хоча і сам має невеликі статки.
- Пак Но Сік як Чон Квансік[7][8]

Він є фермером, що просив Єпун перевірити його вагітну корову в день зорепаду. Квансік, як і Єпун, отримав психокінетичні здібності бачити минуле людей і тварин, коли він доторкається до їхніх ніг.

### Допоміжні ролі
- Лі Сон Джу як мати Окхі[7][8]

Вона є власницею магазину.
- Квон Йон Ґук як батько Окхі

### Особлива поява
- Лі Чон Ин у ролі себе (серія 16)

Вона є в'язнем у сеульській в'язниці.
- Чан То Йон як ведуча телепрограми «Собаки дійсно неймовірні» (серія 16)

## Оригінальні звукові доріжки

### Повний альбом
| Behind Your Touch (Original Television Soundtrack), Диск 1 | Behind Your Touch (Original Television Soundtrack), Диск 1                  | Behind Your Touch (Original Television Soundtrack), Диск 1 | Behind Your Touch (Original Television Soundtrack), Диск 1 | Behind Your Touch (Original Television Soundtrack), Диск 1 | Behind Your Touch (Original Television Soundtrack), Диск 1 |
| #                                                          | Назва                                                                       | Автор слів                                                 | Автор музики                                               | Виконавець                                                 | Тривалість                                                 |
| ---------------------------------------------------------- | --------------------------------------------------------------------------- | ---------------------------------------------------------- | ---------------------------------------------------------- | ---------------------------------------------------------- | ---------------------------------------------------------- |
| 1.                                                         | «HIP HOP»                                                                   | Чу Хон (Monsta X), Ye-Yo!, Laser                           | Чу Хон (Monsta X), Ye-Yo!                                  | Чу Хон (Monsta X)                                          | 2:10                                                       |
| 2.                                                         | «It's you (Feat.COCONA)»                                                    | pH-1, MaO, Naiv                                            | Naiv, Лі Чун Хьон                                          | pH-1                                                       | 3:10                                                       |
| 3.                                                         | «GOTCHA»                                                                    | CROQ, JADE, Spacecowboy                                    | Spacecowboy, JADE, CROQ                                    | Zior Park                                                  | 2:51                                                       |
| 4.                                                         | «Never be the same (Guitar Ver.)» (아무렇지 않을 줄 알았는데 (Guitar Ver.)) | Хен                                                        | Хен                                                        | Хен                                                        | 3:20                                                       |
| 5.                                                         | «Open Your Eyes»                                                            |                                                            | Юн Чхе Йон                                                 | Юн Чхе Йон                                                 | 2:22                                                       |
| 6.                                                         | «Animal Psychometry»                                                        |                                                            | Чхве Чон Ін                                                | Чхве Чон Ін                                                | 1:07                                                       |
| 7.                                                         | «Mujin Village»                                                             |                                                            | Юн Чхе Йон                                                 | Юн Чхе Йон                                                 | 3:10                                                       |
| 8.                                                         | «Chaos»                                                                     |                                                            | Сін Хьон Пхіль                                             | Сін Хьон Пхіль                                             | 2:17                                                       |
| 9.                                                         | «Unni»                                                                      |                                                            | Пак Чон Ин                                                 | Пак Чон Ин                                                 | 2:32                                                       |
| 10.                                                        | «Trust Me»                                                                  |                                                            | Кім Йон Джон                                               | Кім Йон Джон                                               | 4:01                                                       |
| 11.                                                        | «Rain Poncho»                                                               |                                                            | Чхве Чон Ін                                                | Чхве Чон Ін                                                | 2:36                                                       |
| 12.                                                        | «I See Weird Things»                                                        |                                                            | Юн Чхе Йон                                                 | Юн Чхе Йон                                                 | 1:49                                                       |
| 13.                                                        | «Shh»                                                                       |                                                            | Пак Чон Ин                                                 | Пак Чон Ин                                                 | 2:18                                                       |
| 14.                                                        | «Searching»                                                                 |                                                            | Чхве Чон Ін                                                | Чхве Чон Ін                                                | 1:48                                                       |
| 15.                                                        | «God Is Coming»                                                             |                                                            | Пак Чон Ин                                                 | Пак Чон Ин                                                 | 3:55                                                       |
| 16.                                                        | «Dr.Bong»                                                                   |                                                            | Юн Чхе Йон                                                 | Юн Чхе Йон                                                 | 1:47                                                       |
| 17.                                                        | «DBDBDIP»                                                                   |                                                            | Пак Чон Ин                                                 | Пак Чон Ин                                                 | 2:18                                                       |
| 18.                                                        | «Touch Touch Power»                                                         |                                                            | Ім Мі Хьон                                                 | Ім Мі Хьон                                                 | 2:15                                                       |
| 19.                                                        | «Mujin Police»                                                              |                                                            | Пак Чон Ин                                                 | Пак Чон Ин                                                 | 1:29                                                       |
| 20.                                                        | «A Fine Day»                                                                |                                                            | Кім Йон Джон                                               | Кім Йон Джон                                               | 1:57                                                       |
| 21.                                                        | «Shooting Star»                                                             |                                                            | Ім Мі Хьон                                                 | Ім Мі Хьон                                                 | 1:35                                                       |

| Behind Your Touch (Original Television Soundtrack), Диск 2 | Behind Your Touch (Original Television Soundtrack), Диск 2                    | Behind Your Touch (Original Television Soundtrack), Диск 2 | Behind Your Touch (Original Television Soundtrack), Диск 2 | Behind Your Touch (Original Television Soundtrack), Диск 2 | Behind Your Touch (Original Television Soundtrack), Диск 2 |
| #                                                          | Назва                                                                         | Автор слів                                                 | Автор музики                                               | Виконавець                                                 | Тривалість                                                 |
| ---------------------------------------------------------- | ----------------------------------------------------------------------------- | ---------------------------------------------------------- | ---------------------------------------------------------- | ---------------------------------------------------------- | ---------------------------------------------------------- |
| 1.                                                         | «We Disappear»                                                                | JEMMA                                                      | Naiv                                                       | JEMMA                                                      | 3:32                                                       |
| 2.                                                         | «Day & Night»                                                                 | MaO                                                        | Naiv                                                       | Лі Чун Хьон                                                | 3:49                                                       |
| 3.                                                         | «Never be the same» (아무렇지 않을 줄 알았는데)                               | Хен                                                        | Хен                                                        | Sondia                                                     | 3:18                                                       |
| 4.                                                         | «Please»                                                                      | MaO, Dailog                                                | Dailog                                                     | Ха Хьон Сан                                                | 3:56                                                       |
| 5.                                                         | «Never be the same (Humming Ver.)» (아무렇지 않을 줄 알았는데 (Humming Ver.)) | Хен                                                        | Хен                                                        | Хен                                                        | 3:23                                                       |
| 6.                                                         | «Undercover»                                                                  |                                                            | Сін Хьон Пхіль                                             | Сін Хьон Пхіль                                             | 1:38                                                       |
| 7.                                                         | «Freaked Out»                                                                 |                                                            | Сін Хьон Пхіль                                             | Сін Хьон Пхіль                                             | 1:08                                                       |
| 8.                                                         | «Wacky Detective»                                                             |                                                            | Ім Мі Хьон                                                 | Ім Мі Хьон                                                 | 1:53                                                       |
| 9.                                                         | «5551»                                                                        |                                                            | Пак Чон Ин                                                 | Пак Чон Ин                                                 | 1:59                                                       |
| 10.                                                        | «Snoop»                                                                       |                                                            | Чхве Чон Ін                                                | Чхве Чон Ін                                                | 1:58                                                       |
| 11.                                                        | «Who Is It?»                                                                  |                                                            | Пак Чон Ин                                                 | Пак Чон Ин                                                 | 1:50                                                       |
| 12.                                                        | «Anonymous Killer»                                                            |                                                            | Сін Хьон Пхіль                                             | Сін Хьон Пхіль                                             | 1:12                                                       |
| 13.                                                        | «Suspicious Man»                                                              |                                                            | Юн Чхе Йон                                                 | Юн Чхе Йон                                                 | 1:58                                                       |
| 14.                                                        | «Criminal Case»                                                               |                                                            | Ім Мі Хьон                                                 | Ім Мі Хьон                                                 | 2:31                                                       |
| 15.                                                        | «Next Target»                                                                 |                                                            | Юн Чхе Йон                                                 | Юн Чхе Йон                                                 | 2:28                                                       |
| 16.                                                        | «Escape»                                                                      |                                                            | Сін Хьон Пхіль                                             | Сін Хьон Пхіль                                             | 2:17                                                       |
| 17.                                                        | «In Trouble»                                                                  |                                                            | Кім Йон Джон                                               | Кім Йон Джон                                               | 2:10                                                       |
| 18.                                                        | «Secret Investigation»                                                        |                                                            | Сін Хьон Пхіль                                             | Сін Хьон Пхіль                                             | 1:51                                                       |
| 19.                                                        | «Truth Revealed»                                                              |                                                            | Ім Мі Хьон                                                 | Ім Мі Хьон                                                 | 2:29                                                       |
| 20.                                                        | «Storytelling»                                                                |                                                            | Кім Йон Джон                                               | Кім Йон Джон                                               | 3:34                                                       |
| 21.                                                        | «Finding The Chemical»                                                        |                                                            | Сін Хьон Пхіль                                             | Сін Хьон Пхіль                                             | 0:23                                                       |
| 22.                                                        | «Thank You»                                                                   |                                                            | Кім Йон Джон                                               | Кім Йон Джон                                               | 2:42                                                       |

### Альбом частинами
| Behind Your Touch (Original Television Soundtrack), Part 1 | Behind Your Touch (Original Television Soundtrack), Part 1 | Behind Your Touch (Original Television Soundtrack), Part 1 | Behind Your Touch (Original Television Soundtrack), Part 1 | Behind Your Touch (Original Television Soundtrack), Part 1 | Behind Your Touch (Original Television Soundtrack), Part 1 |
| #                                                          | Назва                                                      | Автор слів                                                 | Автор музики                                               | Виконавець                                                 | Тривалість                                                 |
| ---------------------------------------------------------- | ---------------------------------------------------------- | ---------------------------------------------------------- | ---------------------------------------------------------- | ---------------------------------------------------------- | ---------------------------------------------------------- |
| 1.                                                         | «HIP HOP»                                                  | Чу Хон (Monsta X), Ye-Yo!, Laser                           | Чу Хон (Monsta X), Ye-Yo!                                  | Чу Хон (Monsta X)                                          | 2:10                                                       |
| 2.                                                         | «HIP HOP (Inst.)»                                          |                                                            | Чу Хон (Monsta X), Ye-Yo!                                  | Чу Хон (Monsta X)                                          | 2:10                                                       |

| Behind Your Touch (Original Television Soundtrack), Part 2 | Behind Your Touch (Original Television Soundtrack), Part 2 | Behind Your Touch (Original Television Soundtrack), Part 2 | Behind Your Touch (Original Television Soundtrack), Part 2 | Behind Your Touch (Original Television Soundtrack), Part 2 | Behind Your Touch (Original Television Soundtrack), Part 2 |
| #                                                          | Назва                                                      | Автор слів                                                 | Автор музики                                               | Виконавець                                                 | Тривалість                                                 |
| ---------------------------------------------------------- | ---------------------------------------------------------- | ---------------------------------------------------------- | ---------------------------------------------------------- | ---------------------------------------------------------- | ---------------------------------------------------------- |
| 1.                                                         | «It's you (Feat.COCONA)»                                   | pH-1, MaO, Naiv                                            | Naiv, Лі Чун Хьон                                          | pH-1                                                       | 3:10                                                       |
| 2.                                                         | «It's you (Feat.COCONA) (Inst.)»                           |                                                            | Naiv, Лі Чун Хьон                                          | pH-1                                                       | 3:10                                                       |

| Behind Your Touch (Original Television Soundtrack), Part 3 | Behind Your Touch (Original Television Soundtrack), Part 3 | Behind Your Touch (Original Television Soundtrack), Part 3 | Behind Your Touch (Original Television Soundtrack), Part 3 | Behind Your Touch (Original Television Soundtrack), Part 3 | Behind Your Touch (Original Television Soundtrack), Part 3 |
| #                                                          | Назва                                                      | Автор слів                                                 | Автор музики                                               | Виконавець                                                 | Тривалість                                                 |
| ---------------------------------------------------------- | ---------------------------------------------------------- | ---------------------------------------------------------- | ---------------------------------------------------------- | ---------------------------------------------------------- | ---------------------------------------------------------- |
| 1.                                                         | «GOTCHA»                                                   | CROQ, JADE, Spacecowboy                                    | Spacecowboy, JADE, CROQ                                    | Zior Park                                                  | 2:51                                                       |
| 2.                                                         | «GOTCHA (Inst.)»                                           |                                                            | Spacecowboy, JADE, CROQ                                    | Zior Park                                                  | 2:51                                                       |

| Behind Your Touch (Original Television Soundtrack), Part 4 | Behind Your Touch (Original Television Soundtrack), Part 4 | Behind Your Touch (Original Television Soundtrack), Part 4 | Behind Your Touch (Original Television Soundtrack), Part 4 | Behind Your Touch (Original Television Soundtrack), Part 4 | Behind Your Touch (Original Television Soundtrack), Part 4 |
| #                                                          | Назва                                                      | Автор слів                                                 | Автор музики                                               | Виконавець                                                 | Тривалість                                                 |
| ---------------------------------------------------------- | ---------------------------------------------------------- | ---------------------------------------------------------- | ---------------------------------------------------------- | ---------------------------------------------------------- | ---------------------------------------------------------- |
| 1.                                                         | «We Disappear»                                             | JEMMA                                                      | Naiv                                                       | JEMMA                                                      | 3:32                                                       |
| 2.                                                         | «We Disappear (Inst.)»                                     |                                                            | Naiv                                                       | JEMMA                                                      | 3:32                                                       |

| Behind Your Touch (Original Television Soundtrack), Part 5 | Behind Your Touch (Original Television Soundtrack), Part 5 | Behind Your Touch (Original Television Soundtrack), Part 5 | Behind Your Touch (Original Television Soundtrack), Part 5 | Behind Your Touch (Original Television Soundtrack), Part 5 | Behind Your Touch (Original Television Soundtrack), Part 5 |
| #                                                          | Назва                                                      | Автор слів                                                 | Автор музики                                               | Виконавець                                                 | Тривалість                                                 |
| ---------------------------------------------------------- | ---------------------------------------------------------- | ---------------------------------------------------------- | ---------------------------------------------------------- | ---------------------------------------------------------- | ---------------------------------------------------------- |
| 1.                                                         | «Day & Night»                                              | MaO                                                        | Naiv                                                       | Лі Чун Хьон                                                | 3:49                                                       |
| 2.                                                         | «Day & Night (Inst.)»                                      |                                                            | Naiv                                                       | Лі Чун Хьон                                                | 3:49                                                       |

| Behind Your Touch (Original Television Soundtrack), Part 6 | Behind Your Touch (Original Television Soundtrack), Part 6                | Behind Your Touch (Original Television Soundtrack), Part 6 | Behind Your Touch (Original Television Soundtrack), Part 6 | Behind Your Touch (Original Television Soundtrack), Part 6 | Behind Your Touch (Original Television Soundtrack), Part 6 |
| #                                                          | Назва                                                                     | Автор слів                                                 | Автор музики                                               | Виконавець                                                 | Тривалість                                                 |
| ---------------------------------------------------------- | ------------------------------------------------------------------------- | ---------------------------------------------------------- | ---------------------------------------------------------- | ---------------------------------------------------------- | ---------------------------------------------------------- |
| 1.                                                         | «Never be the same» (아무렇지 않을 줄 알았는데)                           | Хен                                                        | Хен                                                        | Sondia                                                     | 3:18                                                       |
| 2.                                                         | «Never be the same (Piano Ver.)» (아무렇지 않을 줄 알았는데 (Piano Ver.)) | Хен                                                        | Хен                                                        | Sondia                                                     | 3:18                                                       |
| 3.                                                         | «Never be the same (Inst.)» (아무렇지 않을 줄 알았는데 (Inst.))           |                                                            | Хен                                                        | Sondia                                                     | 3:18                                                       |

| Behind Your Touch (Original Television Soundtrack), Part 7 | Behind Your Touch (Original Television Soundtrack), Part 7 | Behind Your Touch (Original Television Soundtrack), Part 7 | Behind Your Touch (Original Television Soundtrack), Part 7 | Behind Your Touch (Original Television Soundtrack), Part 7 | Behind Your Touch (Original Television Soundtrack), Part 7 |
| #                                                          | Назва                                                      | Автор слів                                                 | Автор музики                                               | Виконавець                                                 | Тривалість                                                 |
| ---------------------------------------------------------- | ---------------------------------------------------------- | ---------------------------------------------------------- | ---------------------------------------------------------- | ---------------------------------------------------------- | ---------------------------------------------------------- |
| 1.                                                         | «Please»                                                   | MaO, Dailog                                                | Dailog                                                     | Ха Хьон Сан                                                | 3:56                                                       |
| 2.                                                         | «Please (Inst.)»                                           |                                                            | Dailog                                                     | Ха Хьон Сан                                                | 4:00                                                       |

## Рейтинги
Найнижчі рейтинги позначені синім кольором, а найвищі — червоним кольором.
| Серія            | Дата показу      | Середнє значення кількості переглядів | Середнє значення кількості переглядів |
| Серія            | Дата показу      | Nielsen Korea                         | Nielsen Korea                         |
| Серія            | Дата показу      | Загальнонаціональні                   | Сеул                                  |
| ---------------- | ---------------- | ------------------------------------- | ------------------------------------- |
| 1                | 12 серпня 2023   | 5,275 % (2-ге)                        | 5,610 % (2-ге)                        |
| 2                | 13 серпня 2023   | 5,805 % (3-тє)                        | 6,210 % (3-тє)                        |
| 3                | 19 серпня 2023   | 5,522 % (1-ше)                        | 5,676 % (1-ше)                        |
| 4                | 20 серпня 2023   | 7,000 % (1-ше)                        | 7,310 % (1-ше)                        |
| 5                | 26 серпня 2023   | 5,634 % (1-ше)                        | 5,978 % (1-ше)                        |
| 6                | 27 серпня 2023   | 7,475 % (1-ше)                        | 7,460 % (1-ше)                        |
| 7                | 2 вересня 2023   | 5,513 % (1-ше)                        | 5,702 % (1-ше)                        |
| 8                | 3 вересня 2023   | 6,956 % (1-ше)                        | 7,163 % (1-ше)                        |
| 9                | 9 вересня 2023   | 6,639 % (1-ше)                        | 7,095 % (1-ше)                        |
| 10               | 10 вересня 2023  | 8,065 % (1-ше)                        | 8,134 % (1-ше)                        |
| 11               | 16 вересня 2023  | 7,950 % (1-ше)                        | 8,423 % (1-ше)                        |
| 12               | 17 вересня 2023  | 8,685 % (1-ше)                        | 9,359 % (1-ше)                        |
| 13               | 23 вересня 2023  | 7,057 % (1-ше)                        | 7,517 % (1-ше)                        |
| 14               | 24 вересня 2023  | 9,618 % (1-ше)                        | 10,413 % (1-ше)                       |
| 15               | 30 вересня 2023  | 6,413 % (1-ше)                        | 7,050 % (1-ше)                        |
| 16               | 1 жовтня 2023    | 9,299 % (1-ше)                        | 9,250 % (1-ше)                        |
| Середнє значення | Середнє значення | 7,057 %                               | 7,397 %                               |

## Нагороди та номінації
| Церемонія нагородження | Рік  | Категорія                          | Номінант / Робота | Результат | Прим.  |
| ---------------------- | ---- | ---------------------------------- | ----------------- | --------- | ------ |
| Премія мистецтв Пексан | 2024 | Найкраща жіноча роль другого плану | Чу Мін Ґьон       | Номінація | [ 27 ] |